# Епархия Масса-Мариттима-Пьомбино
Епархия Масса Мариттима-Пьомбино (лат. Dioecesis Massana-Plumbinensis, итал. Diocesi di Massa Marittima-Piombino) епархия Римско-католической церкви, в составе митрополии Сиена-Колле Валь д'Эльса-Монтальчино, входящей в церковную область Тосканы. В настоящее время епархией управляет епископ Карло Чаттини.
Клир епархии включает 62 священников (52 епархиальных и 10 монашествующих священников), 10 монахов, 75 монахинь.
Адрес епархии: Piazza Garibaldi 1, 58024 Massa Marittima [Grosseto], Italia.

## Территория
В юрисдикцию епархии входят 53 приходов в коммунах Тосканы, в провинциях Ливорно, Пизы и Гроссето.
Кафедра епископа находится в городе Масса Мариттима в церкви Святого Цербония; сокафедральный Собор Святого Антима находится в городе Пьомбино.

## История
Кафедра Популония была основана в V веке. После нападения в 817 году на Популонию византийцев, местные жители покинули город. Первоначально епархия была епископством-суффраганством архиепархии Пизы.
В XI веке епископы Популонии поселились в Масса-Мариттима. 23 апреля 1459 года епархия стала частью церковной провинции Сиены.
14 мая 1978 года епархии было присвоено нынешнее название.

## Ординарии епархии
| - Ателло (495 — 502); - Арселио (504); - Кабинто (535); - Святой Флоренции (554); - Святой Цербоний (573); - Массимо (590); - Мариниано (649); - Серено или Селено (680); - Неизвестный по имени (753); - Анкарио или Анкауро (756); - Пьетро (769); - Гурипетро (827); - Одальпетро (853); - Паоло I (861); - Джованни I (877); - Униклузио (923); - Джованни II (945); - Видо или Гвидо I (980); - Энрико (1015 — 1050); - Гульельмо (1056 — 1059); - Тегримо или Туэцо (1059 — 1061); - Бернардо (1066 — 1067); - Гульельмо I (1074 — 1085); - Джованни III (1099); - Лоренцо (1104); - Роландо (1106 — 1138); - Альберто I (1149 — 1158); - Мариано (1180); - Джованни IV (1181 — 1189); - Мартино (1189 — 1196) - Альдобрандино (1209); - Марцукко Гаэтани (1211 — 1213) — назначен епископом Луни; - Альберто II (1216 — 1230); - Гульельмо II (1231); - Ильдебрандо (1231 — 1243); - Никколо I (1254); - Руджеро Угурджери (1256 — 1268); - Филиппо ди Масса (9.8.1268 — 1274); - Орландо Угурджери (1278 — 1300); - Донусдео Малевотти (1302); - Ландо ди Пистойя (1307); - Кристофано Миллони Толомеи (1310) — доминиканец; - Джованни V (1313 — 1332); - Гальгано Пальяреччи (13.2.1332 — 1348); - Гвидо да Рипария (1349); - Антонио да Рипария (29.10.1361 — 29.10.1380) — назначен епископом Лукки; - Пьетро да Фано (1380 — 1389) — августинец, назначен епископомФано; - Никола да Салемо (1385) — антиепископ; - Адреа Галеацци (7.1.1389 — 10.10.1390) — францисканец, назначен епископом Ассизи; - Джованни Габриэлли (28.11.1390 — 9.9.1394) — назначен архиепископом Пизы; - Никколо Беруто (9.9.1394 — 26.11.1404) — назначен архиепископом Ористано; - Бартоломео Гини (26.11.1404 — 1425); - Антонио Казини (10.2.1425 — 1429); - Антонио да Масса (12.6.1430 — 1435) — францисканец; | - Риккаро Дель Фрате (7.10.1435 — 1438); - Пьер Джованни далль'Oртo (6.3.1439 — 1467); - Леонардо Дати (17.8.1467 — 1472); - Бартоломео делла Ровере (8.1.1472 — 11.7.1474) — францисканец, назначен епископом Феррары; - Джованни Гьяндерони (15.7.1474 — 1483); - Джироламо Конти (10.9.1483 — 1491); - Джованни Агостино (1491 — 1492); - Вентура Бенассаи (6.10.1501 — 1511); - Альфонсо Петруччи (1511 — 22.6.1517) — апостольский администратор; - Джованни Грегорио Пероши (16.7.1517 — 8.8.1524) — назначен епископом Телезе; - Франческо Пероши (29.7.1524 — 1529); - Паоло Эмилио Чези (6.101529 — 21.10.1530) — апостольский администратор; - Джироламо Гьяндерони (21.10.1530 — 15.11.1538) — назначен епископом Анкона и Умана; - Алессандро Фарнезе Младший (15.11.1538 — 22.4.1547) — апостольский администратор; - Бернардино Маффеи (22.4.1547 — 1549) — избранный епископ; - Мигель да Сильва (20.5.1549 — 5.6.1556) — апостольский администратор; - Франческо Франкини (30.10.1556 — 1559); - Вентура Буралини (13.3.1560 — 1570); - Антонио Де Анджелис (23.8.1570 — 1579); - Альберто Болоньетти (27.4.1579 — 17.5.1585); - Винченцо Казали (1.7.1585 — 1587); - Акилле Сергарди (28.9.1587 — 1601); - Алессандро Петруччи (22.4.1602 — 23.3.1615) — назначен архиепископом Сиены; - Фабио Пикколомини (30.3.1615 — 1629); - Джованни Баттиста Маласпина (17.9.1629 — 16.9.1655); - Бандино Аккариджи (3.3.1656 — 1670); - Никколо делль'Aччайя (20.4.1671 — 1679); - Поло Печчи (27.11.1679 — 1694); - Пьетро Луиджи Маласпина (11.5.1695 — 1705); - Асканио Сильвестри (17.5.1707 — 27.5.1714) — назначен епископом Пьенцы; - Никколо Толомеи (21.1.1715 — 1718); - Эусебио Чани (9.9.1719 - 1770) — камальдолиец; - Пьетро Мария Ваннуччи (12.12.1770 — 7.8.1793); - Франческо Толи (22.9.1795 — 28.3.1803) — назначен епископом Пистойи; - Джузеппе Манчини (2.10.1818 — 12.7.1824) — назначен архиепископом Сиены; - Джузеппе Мария Траверзи (19.9.1825 — 27.8.1872); - Джузеппе Мортео (23.12.1872 — 21.11.1891) — капуцин; - Джованни Баттиста Боракья (11.7.1892 — 24.4.1924); - Джованни Пиччони (18.12.1924 — 1933); - Фаустино Бальдини (9.8.1933 — 21.5.1966); - Sede vacante (1966 — 1970); - Лоренцо Вивальдо (7.9.1970 — 13.3.1990); - Анджело Комастри (25.7.1990 — 3.3.1994); - Гуальтьеро Бассетти (9.7.1994 — 21.11.1998) — назначен епископом Ареццо-Кортона-Сансеполькро; - Джованни Сантуччи (28.10.1999 — 19.5.2010) — назначен епископом Масса Каррара-Понтремоли; - Карло Чаттини (с 15 декабря 2010 года — по настоящее время). |  |

## Статистика
На конец 2004 года из 127 677 человек, проживающих на территории епархии, католиками являлись 126 000 человек, что соответствует 98,7% от общего числа населения епархии.
| год  | население | население | население | священники | священники        | священники         | священники                           | постоянные диаконы | монахи  | монахи  | приходы |
| год  | католики  | всего     | %         | всего      | белое духовенство | черное духовенство | число католиков на одного священника | постоянные диаконы | мужчины | женщины | приходы |
| ---- | --------- | --------- | --------- | ---------- | ----------------- | ------------------ | ------------------------------------ | ------------------ | ------- | ------- | ------- |
| 1950 | 109.800   | 110.000   | 99,8      | 44         | 37                | 7                  | 2.495                                |                    | 7       | 188     | 33      |
| 1970 | 132.300   | 132.500   | 99,8      | 65         | 52                | 13                 | 2.035                                | 0                  | 15      | 171     | 45      |
| 1980 | 130.000   | 133.500   | 97,4      | 80         | 63                | 17                 | 1.625                                | 0                  | 18      | 143     | 47      |
| 1990 | 129.800   | 136.400   | 95,2      | 71         | 56                | 15                 | 1.828                                | 0                  | 15      | 101     | 54      |
| 1999 | 126.000   | 127.677   | 98,7      | 68         | 56                | 12                 | 1.852                                | 0                  | 12      | 78      | 53      |
| 2000 | 126.000   | 127.677   | 98,7      | 69         | 57                | 12                 | 1.826                                | 0                  | 12      | 76      | 53      |
| 2001 | 126.000   | 127.677   | 98,7      | 65         | 54                | 11                 | 1.938                                | 0                  | 11      | 76      | 53      |
| 2002 | 126.000   | 127.677   | 98,7      | 64         | 55                | 9                  | 1.968                                | 1                  | 10      | 70      | 53      |
| 2003 | 126.000   | 127.677   | 98,7      | 63         | 55                | 8                  | 2.000                                | 0                  | 8       | 73      | 53      |
| 2004 | 126.000   | 127.677   | 98,7      | 62         | 52                | 10                 | 2.032                                | 0                  | 10      | 75      | 53      |